# 坪谷隆寛
坪谷 隆寛（つぼや たかひろ、1978年（昭和53年）9月9日 - ）は、日本の俳優。北海道函館市出身。身長180cm、体重110kg。趣味はウエイトトレーニング、総合格闘技。

## 来歴
- 函館大学付属有斗高等学校、函館大学卒業。

## 出演作品

### 国内映画
- 真一文字拳（2009年、「Neo Actionシリーズ」製作委員会） - ロミオ
- 鈍獣（2009年、「鈍獣」製作委員会）
- 捜査線 LINE OVER（2010年、GPミュージアムソフト）
- カラスの親指（2012年、20世紀フォックス）
- ストロベリーナイト（2013年 東宝)
- ごくつまの恋（2014年 アルゴ・ピクチャーズ) - 中島役
- 春子超常現象研究所
- すぐる日のやまねこ
- バクマン（2015年 東宝）
- リアル鬼ごっこ（2015年松竹アスミック・エース）
- TRASH（2015年クロック・ワークス） - ビトー
- 任侠野郎
- ヒメアノール
- 金メダル男
- 幸福のアリバイ〜Picture〜
- リングサイド・ストーリー - 大武孝之

### 海外映画
- SAVAGE NIGHT（Kristof Sagna監督/フランス）
- She's just a shadow（Adam Sherman監督/アメリカ）

### ドラマ
- 無理な恋愛 最終話（2008年6月17日、関西テレビ）
- 打撃天使ルリ 第1話（2008年7月25日、テレビ朝日）
- ブラッディ・マンディ（2008年10月-12月、TBS） - テロリスト サイ
- リセット 第4話（2009年2月5日、読売テレビ）
- 警官の血 後編（2009年2月8日、テレビ朝日）
- アタシんちの男子 第2話（2009年4月21日、フジテレビ） - 五十嵐組組員
- 魔女裁判 第1話（2009年4月25日、フジテレビ）
- さくら心中（2011年1月-4月、東海テレビ）
- 幸せになろうよ（2011年4月-6月、フジテレビ）
- 花ざかりの君たちへ〜イケメン☆パラダイス〜2011（2011年7月-9月、フジテレビ）
- HUNTER〜その女たち、賞金稼ぎ〜（2011年10月-12月、フジテレビ）
- 専業主婦探偵〜私はシャドウ （2011年10月-12月、TBS）
- クロヒョウ2 龍が如く 阿修羅編 （2012年4月- 、TBS）- 大場庄助
- 梅ちゃん先生（2012年6月29日、NHK） - 組関係の男
- あすなろ三三七拍子
- 玉川区役所 OF THE DEAD
- 信長協奏曲 - 小六の部下
- びったれ
- 花燃ゆ
- 花嫁のれん
- ヤメゴク〜ヤクザやめて頂きます〜
- HiGH&LOW〜THE STORY OF S.W.O.R.D.〜
- まかない荘
- 牙狼-GARO- -魔戒烈伝- - ハスラーのビーン
- 世にも奇妙な物語 春の特別編(2016年)「クイズのおっさん」 - ボーイ
- ナイトヒーロー NAOTO
- 侠飯 - 煮村
- 時をかける少女
- でも、結婚したいっ！〜BL漫画家のこじらせ婚活記〜（2017年4月4日、フジテレビ） - 火野
- 警視庁いきもの係 第7話（2017年8月20日、フジテレビ） - 戸村滋之
- プリズンホテル（2017年10月、BSジャパン） - 蛭田
- 片想い（2017年10月、WOWOW）- 安藤元気
- Jimmy〜アホみたいなホンマの話〜（2018年7月、 Netflix）- 坪内
- ぬけまいる～女三人伊勢参り（2018年11月、 NHK総合）- 若狭一家 一力
- カナカナ（2022年6月、 NHK総合）
- ドロンジョ（2022年10月、 WOWOW）- 地下格闘家

### CM
- ANA
- J-COM「北京オリンピック 柔道編」（2008年）
- 森永製菓 ウイダーinゼリー
- サトウ製薬 サロチメール
- 興和 新キャベ2
- サミー ぱちんこCR蒼天の拳
- ROUND1「団体編」
- MENUE「勝手にアンケート ナイトキング編」
- JAバンク「ネンキンコーザ編

### PV
- detroit7×MYSS 「Turn up Fader」
- Turn-er / Jackie Ken 〜けたたましく動くぺんぎんのテーマたち〜

### Vシネマ
- 木更津グラフィティ（2010年、エイベックス） - 赤石
- 新・喧嘩の花道（2014年、オールインエンタテインメント） - 大分リュウ
- 日本統一外伝〜山崎一門〜5（2022年、ライツキューブ） - 柔道着の巨漢
- 日本統一外伝〜山崎一門〜6（2022年、ライツキューブ）- ガスマスクの殺し屋
- CONNECT 覇者への道（2024年、NBCユニバーサル・エンターテイメント） - 甲本直也